# Estimat Evan Hansen (pel·lícula)
Estimat Evan Hansen (anglès: Dear Evan Hansen) és una pel·lícula musical nord-americana del 2021 dirigida per Stephen Chbosky i escrita per Steven Levenson. Està basa en el musical de Broadway del mateix nom de Levenson, Benj Pasek i Justin Paul. Ben Platt interpreta el paper principal, reprenent el paper que va interpretar a la versió musical. El repartiment també inclou Kaitlyn Dever, Amandla Stenberg, Nik Dodani, Colton Ryan, Danny Pino, Julianne Moore i Amy Adams. S'ha subtitulat al català.
La pel·lícula va ser revelada el 9 de setembre de 2021 al Festival Internacional de Cinema de Toronto, i es va estrenar el 24 de desembre de 2021 per Universal Pictures. La pel·lícula va rebre majoritàriament crítiques negatives; els crítics la van comparar negativament amb el musical, i també va ser un fracàs de taquilla. L'actuació de Platt va ser rebuda negativament pels crítics i per l'audiència; aquesta última va ridiculitzar la seva actuació a través de les xarxes socials, afirmant que es va fer un mal càsting i altres acusant aquesta elecció de nepotisme.

## Argument
L'Evan Hansen, de disset anys, pateix ansietat social. El seu terapeuta li recomana que s'escrigui cartes a ell mateix, en les quals s'explica perquè "avui serà un bon dia". L'Evan porta un braç trencat, ja que va caure d'un arbre, i la seva mare, la Heidi, suggereix que demani a la gent de l'escola que li signin el guix que té al braç per intentar fer amics. A l'escola, l'Evan s'escriu la carta i es pregunta que, si algun dia desapareixes, si algú ho notaria ("Waving Through a Window").
El company de l'Evan, en Connor Murphy, s'ofereix per signar el seu guix, i ho  fa amb una lletra ben gran, ocupant molt espai. En Connor troba la carta que l'Evan s'ha escrit i s'enfada, ja que aquesta esmenta a la seva germana, la Zoe, qui també és la noia a qui l'Evan estima. Creient que l'Evan ha escrit la carta per provocar-lo, marxa amb la carta de l'Evan a la mà. Tres dies més tard, l'Evan és cridat a l'oficina del director i els pares d'en Connor, els Murphy, l'informen que ell s'ha suïcidat. Malgrat els intents de l'Evan de dir la veritat, els pares malinterpreten la carta que en Connor va robar com la nota de suïcidi, la qual va adreçar a l'Evan. El nom d'en Connor escrit al guix del braç de l'Evan fa que encara es creguin més el que pensaven.
L'Evan és convidat a casa dels Murphy. Sota pressió per part de la Cynthia, la mare d'en Connor, s'inventa una amistat entre el dos, creant una història en la qual explica que es va trencar el braç mentre estava en un hort amb en Connor, camp on els Murphy acostumaven a anar ("For Forever"). L'Evan recluta al seu amic de família, en Jared, i forma un pla per fabricar correus electrònics de temps enrere entre ell i en Connor per a confirmar la història que es va inventar a casa dels Murphy. La Zoe es pregunta per què en Connor va incloure el seu nom a la seva nota de suïcidi a causa d'experiències passades. L'Evan, encara incapaç de dir la veritat, li diu totes les raons per les quals li agrada la Zoe, sota el nom d'en Connor ("If I Could Tell Her").
L'Alana Beck, una companya amb problemes de salut mental similars als de l'Evan, proposa començar "The Connor Project", un grup estudiantil dedicat a mantenir el record d'en Connor viu amb una assemblea com a inici del projecte. A l'assemblea, l'Evan fa un discurs sobre la seva solitud i amistat amb en Connor, reexplicant la història de l'hort. Un vídeo del discurs es torna viral, i moltes paraules de l'Evan s'utilitzen per donar esperança a persones amb problemes de salut mental ("You Will Be Found"). La Zoe queda sobrepassada per la recepció positiva i dona gràcies a l'Evan per ajudar la seva família.
L'Evan i l'Alana comencen una campanya de micromecenatge a través del Connor Project per a reobrir l'hort. L'Evan comença a deixar de banda la seva mare, The Connor Project i la seva teràpia per tal de passar temps amb els Murphy. Quan la Zoe va a casa l'Evan durant una nit, confessa els seus sentiments per a ell i tots dos comencen un romanç. Mentrestant, la Heidi apareix a casa dels Murphy a sopar, i durant aquest, la Cynthia i en Larry ofereixen donar el fons universitari d'en Connor a l'Evan. La Heidi rebutja la caritat per part dels Murphy, qui són rics.
Quan l'Alana comença a dubtar de l'amistat de l'Evan i en Connor, l'Evan li envia la seva carta, dient que era la nota de suïcidi d'en Connor. L'Alana publica la carta per les xarxes socials per tal d'aconseguir el finançament que es va proposar pel The Connor Project. Les persones, a través de les xarxes, pregunten per què en Connor va escriure una nota de suïcidi a l'Evan però no a la seva família, acusant els Murphy de maltractar en Connor. A causa del contracop, l'Alana elimina la carta de les xarxes socials. Tanmateix, és massa tard, ja que la carta ja ha estat compartida a través d'Internet. Durant una discussió entre la Cynthia i en Larry, l'Evan se sincera. Devastats, els Murphy decideixen mantenir la veritat amagada per tal de respectar el record d'en Connor, i la Zoe i l'Evan deixen la seva relació. L'Evan admet a la seva mare que la seva caiguda des de l'arbre va ser un intent de suïcidi. La Heidi es disculpa per no veure com de dolgut estava l'Evan i parlar com el seu pare, qui sempre ha estat absent. Per fer-se responsable, l'Evan penja un vídeo en el qual confessa la veritat.
Sol un altre cop, llegeix una llista dels llibres preferits d'en Connor i es posa en contacte amb aquells que realment el van conèixer. Rep un vídeo d'en Connor tocant música mentre està a rehabilitació, i passa el vídeo als Murphy, l'Alana i en Jared. L'Evan es troba amb la Zoe a l'hort, reobert i dedicat a la memòria d'en Connor. Es reconcilien, i la Zoe diu a l'Evan que volia que veiés l'hort, l'únic lloc que en Connor estimava. L'Evan escriu una carta i promet no amagar-se ni mentir més, i s'anima a continuar amb la seva vida.

## Repartiment
- Ben Platt com Evan Hansen
- Kaitlyn Dever com a Zoe Murphy
- Amandla Stenberg com Alana Beck
- Nik Dodani com Jared Kalwani[5]
- Colton Ryan com Connor Murphy
- Danny Pino com a Larry Mora
- Julianne Moore com a Heidi Hansen
- Amy Adams com Cynthia Murphy
- DeMarius Copes com a Oliver
- Liz Kate com a Gemma[6]
- Zoey Luna com a Leila
- Isaac Powell com a Rhys[7]
- Marvin Leon com Skye
- Hadiya Eshe' com Cherise
- Julia Chen Myers com a Naomi
- Gerald Caesar com a Josh
- Avery Bederman com a Isabelle
- Swift Rice com el Sr. Howard
- Tommy Kane com a Greg
- Aimee Garcia com a bibliotecari
- Mariana Álvarez com a Sra. G.

## Producció

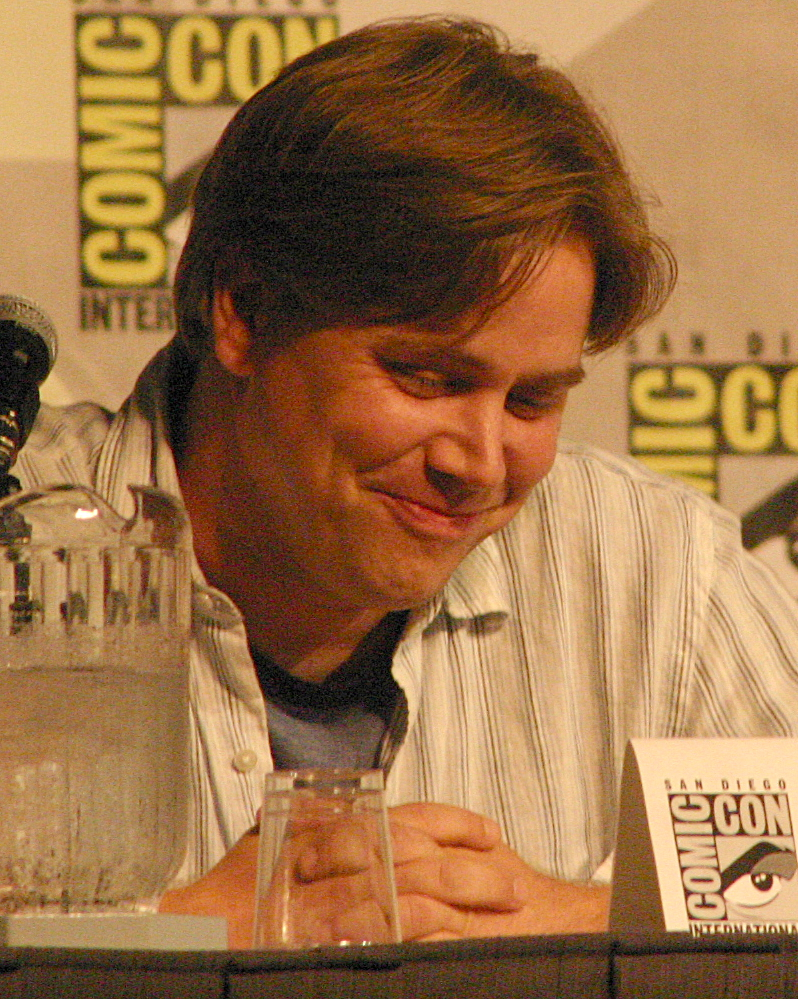
Stephen Chbosky, director de la pel·lícula

### Desenvolupament
Universal Pictures va comprar els drets de la pel·lícula del musical el novembre de 2018, i va contractar a Stephen Chbosky, com a director. També es va escollir a Steven Levenson per convertir la història en un guió de pel·lícula. Marc Platt i Adam Siegel serien els productors, mentre que la productora principal del projecte, la Stacey Mindich, i els compositors Benj Pasek i Justin Paul, juntament amb Levenson i Michael Bederman, serien els productors executius de la pel·lícula.

### Càsting
El juny de 2020, s'esperava que Ben Platt, que va originar el paper d'Evan Hansen al musical, reprengués el seu paper a la pel·lícula, i Kaitlyn Dever va entrar en negociacions per interpretar a Zoe Murphy. El 18 de juny del 2020, Platt va dir que tenia la intenció de repetir el paper tret que la pandèmia de COVID-19 retardés la producció. Stephen Chbosky va explicar que l'objectiu principal de la pel·lícula era capturar i immortalitzar l'actuació de Platt, dient que "La seva comprensió del personatge és completa i profunda. No em podia imaginar ningú més interpretant al paper. És el seu paper. Ho sentia molt fort. I per a mi mai va ser una consideració."
L'agost del 2020, Kaitlyn Dever va ser seleccionada oficialment pel paper de Zoe Murphy i Amandla Stenberg es va unir al repartiment per interpretar a l'Alana Beck, un paper que es va crear específicament per a la pel·lícula. Aquell mateix mes, Nik Dodani va ser escollit per donar vida a Jared Kleinman (ara Kalwani), mentre que Colton Ryan va ser escollit per interpretar a Connor Murphy, paper pel qual en Ryan en va ser substitut a la producció de Broadway. Cap a finals d'aquell mes, Amy Adams i Danny Pino es van unir al repartiment com Cynthia i Larry Murphy, el darrer dels quals va ser reconcebut per a la pel·lícula com a Larry Mora, el padrastre dels seus fills. El setembre de 2020, Julianne Moore i DeMarius Copes es van unir al repartiment de la pel·lícula. Moore va ser seleccionada per interpretar a Heidi Hansen i Copes, en el seu debut com a actor cinematogràfic, va interpretar a Oliver, un dels amics de la Zoe Murphy, que també era un nou personatge creat específicament per a la pel·lícula. Aquell mateix mes, Gerald Caesar es va unir al repartiment de la pel·lícula per interpretar a en Josh, un dels estudiants de secundària. L'octubre de 2020, la nouvinguda Liz Kate es va unir al repartiment de la pel·lícula per donar vida a la Gemma. El novembre de 2020, Isaac Cole Powell es va unir al repartiment de la pel·lícula, com Rhys, un esportista de secundària.

### Rodatge
El 25 d'agost del 2020, Ben Platt va confirmar que el rodatge ja havia començat. Va ser gravada a Los Angeles i a Atlanta, amb el rodatge principal amb el repartiment primari començant el setembre i acabant per Acció de Gràcies. Sobre fer la pel·lícula durant la pandèmia de Covid-19, Kaitlyn Dever va dir a Variety, "Estic molt contenta que siguem capaços de fer una cosa tan especial durant una època tan estranya, trista i confusa." Rodatge addicional va tenir lloc a Fayetteville, Geòrgia, el qual va incloure les escenes que impliquen l'Ellison State Park. Les escenes a l'institut van ser filmades a dins l'Our Lady of Mercy Catholic High School, a Fayetteville i B.J. Reece Orchards va ser utilitzat per a les escenes on tenien lloc a l'horta en commemoració d'en Connor Murphy. Blackhall Studios, a Atlanta, va servir com a lloc per fer testos de la Covid als actors i al personal de rodatge. Les actuacions vocals per la pel·lícula van ser gravades gairebé  totes en directe, especialment per assegurar-se que la veu de Ben Platt sonés real i autèntica a la gran pantalla. El 15 de desembre de 2020, la Donna Langley, de Universal Filmed Entertainment Group, va confirmar que la pel·lícula acabaria la producció aquell mes.
En una entrevista el febrer del 2021 amb Drew Barrymore al seu programa de tertúlies diürnes, Ben Platt va descriure la seva experiència de recrear l'actuació com a Evan Hansen com "realment especial" i "estranya", alhora que esperava que la pel·lícula fos "una experiència realment commovedora per a persones d'edats molt diferents... Crec que serà especialment commovedor pel que fa a la incapacitat i la capacitat de tothom per arribar, i les maneres en què lluitem per fer-ho, i la màgia que pot passar quan connectes amb algú i finalment et sents vist." El 13 de maig de 2021, Ben Platt va admetre que estava aprensiu de recrear la seva actuació per a la pantalla. "Crec que estava nerviós per haver d'assolir el mateix nivell en un mitjà en el qual no necessàriament em sento tan còmode instintivament, i això no necessàriament es presta al mateix tipus de focs artificials que una actuació en directe". Finalment, Platt va superar les seves reserves personals perquè se sentien com una "cervesa petita"... Tenir l'oportunitat de compartir aquesta història amb milions de persones, en definitiva, és molt més important que la meva preocupació perquè la meva actuació no sigui tan bona com va ser a l'escenari". Platt també va confirmar que va perdre pes i es va deixar créixer els cabells per semblar "autèntic" com un jove de 17 anys de cara fresca i desgavellada.

### Diferències amb el musical
Per a la pel·lícula, es van fer canvis en les representacions dels personatges, tal com s'ha esmentat anteriorment, juntament amb l'omissió de quatre de les cançons: "Disappear", "To Break in a Glove", "Good for You" i "Anybody Have a Map". Les dues últimes, però, són interpretades instrumentalment per la banda de música de la Westview High School, al començament de la pel·lícula. Un altre canvi va ser reduir el paper d'en Jared i ampliar el personatge d'Alana, fent que ella fos la que impulsés The Connor Project amb l'Evan ajudant-la, la qual cosa explicaria el tall de la cançó "Disappear" i el material que implica que Evan té visions d'en Connor dient-li de tirar endavant amb les mentides i mantenir viva la seva memòria. Hi ha un altre canvi de personatge amb el personatge de Larry Mora (de cognom Murphy a la versió escènica), ja que, a causa del càsting de Danny Pino, en Larry va passar a ser el padrastre d'en Connor, en comptes del pare. A més, la Zoe i l'Evan, a la versió escènica, comencen la seva relació durant la cançó "You Will Be Found", però a la pel·lícula, la seva relació s'inicia durant "Only Us", ja que veiem flash forwards dels dos personatges anant al ball de graduació i a un parc d'atraccions. Ben Platt, a part, va revelar que el final va ser alterat per a la pel·lícula, descrivint-lo com "una mena de tercer acte estès en el qual podem veure una mica més del penediment i la redempció de l'Evan i el treball que fa posteriorment per conèixer realment qui era Connor i intentar ajudar la família a curar-se. .. No està tan desconcertat com al musical, on estàs assegut en un teatre durant dues hores i mitja i estàs preparat per acabar-ho". La pel·lícula utilitza molt pocs elements de la novel·la basada en el musical de Val Emmich de 2018, que presentava material d'escenes eliminades i cançons del desenvolupament del musical per ampliar la seva pròpia versió de la història.

## Música
L'agost 2020, va ser confirmat que a més d'interpretar a l'Alana Beck, l'Amandla Stenberg col·laboraria amb Pasek i Paul en la composició d'una nova cançó pel seu personatge. En 21 d'agost de 2021, el títol d'aquesta cançó va ser revelat: "The Anonymous Ones". El 18 de maig de 2021, el lloc web oficial de la pel·lícula va publicar i va confirmar que les cançons següents serien incloses: "You Will Be Found", "Waving Through a Window", "For Forever", i "Words Fail". El mateix dia, Ben Platt, en una entrevista de Vanity Fair, va dir: "penso que no hi ha res important que algú trobi a faltar. Totes les cançons favorites estan intactes". També va donar a entendre que una cançó nova, titulada "A Little Closer", havia estat escrita per a la pel·lícula, i més tard va ser revelat que havia estat escrita pel personatge de Connor Murphy. El 24 d'agost de 2021, va ser anunciat que l'underscore de la pel·lícula seria composta per Justin Paul i Dan Romer.
L'àlbum de la banda sonora de la pel·lícula va ser publicat per Interscope Records (propietat d'Universal Music Group, una antiga companyia germana d'Universal Pictures) el 24 de setembre de 2021, el mateix dia en que es va estrenar la pel·lícula. També inclou cinc de les cançons originals cantades per artistes populars com Sam Smith, Finneas, Carrie Underwood, Dan + Shay i Tori Kelly. La primera d'aquestes versions, "Only Us" (d'Underwood i Dan + Shay) es va estrenar el 3 de setembre de 2021, juntament amb la versió de la pel·lícula de la cançó. Abans d'això, les interpretacions de la pel·lícula de "Waving Through a Window" i "You Will Be Found" es van publicar com a senzills promocionals el 26 d'agost de 2021. Tant les versions de Stenberg com de SZA de "The Anonymous Ones" es van estrenar el 10 de setembre de 2021, l'endemà de l'estrena mundial de la pel·lícula. La versió de SZA d'aquesta cançó i la versió de "You Will Be Found" de Sam Smith i Summer Walker es reprodueixen durant els crèdits finals de la pel·lícula; la darrera cançó es va llançar al públic el 17 de setembre de 2021. Aquests van ser seguits per "Sincerely Me", que va ser estrenada el 13 de setembre de 2021.
Totes les cançons foren escrites i compostes per Pasek i Paul, amb "The Anonymous Ones" escrita en col·aboració d'Amandla Stenberg. 
| 1.            | «Waving Through a Window»                     | Ben Platt Cor de Dear Evan Hansen                                                            | 3:56  |
| 2.            | «For Forever»                                 | Platt                                                                                        | 5:10  |
| 3.            | «Sincerely, Me»                               | Colton Ryan Platt Nik Dodani                                                                 | 3:36  |
| 4.            | «Requiem»                                     | Kaitlyn Dever Danny Pino Amy Adams                                                           | 4:24  |
| 5.            | «If I Could Tell Her»                         | Platt Dever                                                                                  | 4:03  |
| 6.            | «The Anonymous Ones»                          | Amandla Stenberg                                                                             | 4:43  |
| 7.            | «You Will Be Found»                           | Platt Stenberg Liz Kate DeMarius Copes Isaac Powell Hadiya Eshé Dever Dear Evan Hansen Choir | 5:58  |
| 8.            | «Only Us»                                     | Dever Platt                                                                                  | 4:00  |
| 9.            | «Words Fail»                                  | Platt                                                                                        | 5:46  |
| 10.           | «So Big / So Small»                           | Julianne Moore                                                                               | 4:25  |
| 11.           | «A Little Closer»                             | Ryan                                                                                         | 4:10  |
| 12.           | «You Will Be Found» (featuring Summer Walker) | Sam Smith                                                                                    | 3:56  |
| 13.           | «The Anonymous Ones»                          | SZA                                                                                          | 4:09  |
| 14.           | «Only Us»                                     | Carrie Underwood Dan + Shay                                                                  | 3:45  |
| 15.           | «A Little Closer»                             | Finneas                                                                                      | 4:02  |
| 16.           | «Waving Through a Window»                     | Tori Kelly                                                                                   | 4:26  |
| Durada total: | Durada total:                                 | Durada total:                                                                                | 70:29 |

## Estrena
L'anunci de l'estrena mundial de la pel·lícula va tenir lloc el 9 de setembre de 2021, al Festival Internacional de Cinema de Toronto del 2021 (on formava part de la Opening Night Gala Presentation); l'anunci va ser tant de manera virtual com al Princess of Wales Theatre i al Roy Thomson Hall. Després de l'anunci de la seva estrena, el codirector i director artístic de TIFF, Cameron Bailey, va comentar: "Sense dubte, Dear Evan Hansen era la pel·lícula ideal per llançar el festival aquest any. .. En definitiva, aquesta pel·lícula tracta sobre la curació, el perdó i reafirma com de connectats i essencials som tots els uns als altres. No se'ns ha acudit una idea més important per celebrar aquest any, ja que ens unim una vegada més per compartir junts el poder i l'alegria del cinema als cinemes”. La pel·lícula es va estrenar oficialment el 24 de setembre de 2021, i la seva estrena japonesa va tenir lloc el 8 de novembre de 2021, com a pel·lícula de cloenda del Festival Internacional de Cinema de Tòquio del 2021.

### Cinemes i mitjans domèstics
La pel·lícula va ser estrenada als cinemes el 24 de setembre de 2021. El 23 de setembre de 2021, va tenir lloc una projecció anticipada amb un Q&A (preguntes i respostes) en directe amb el repartiment, presentat per Fathom Events, a cinemes concrets dels Estats Units. El 8 de setembre de 2021, es va anunciar que la pel·lícula també es projectaria a IMAX i Dolby Cinema. Les entrades es van posar a la venda dos dies després. Va estar disponible a plataformes de vídeo a la carta prèmium el 23 de novembre de 2021 i es va llançar en Blu-ray i DVD el 7 de desembre de 2021 per Universal Pictures Home Entertainment / Studio Distribution Services.

## Recepció

### Recaptació
A dia 22 de desembre de 2021, Dear Evan Hansen ha recaptat 15 milions de dòlars als Estats Units i 4 milions de dòlars internacionalment, recaptant així, un total de 19 milions de dòlars.
Als Estats Units i Canadà es va preveure que Dear Evan Hansen recaptés entre 9 i 11 milions de dòlars, repartits entre les 3.364 sales de cinema en que estaria disponible durant el primer cap de setmana. Va recaptar 3,3 milions de dòlars el primer dia, inclosos els 800.000 dòlars de les previsualitzacions del dijous. Va tenir un rendiment inferior amb un debut de 7,5 milions de dòlars, i va quedar segon darrere de Shang-Chi and the Legend of the Ten Rings. Rebecca Rubin de Variety va atribuir el baix rendiment de la pel·lícula a les males crítiques i al fet que alguns espectadors encara no volien anar als cinemes durant la pandèmia de la COVID-19. Anthony D'Alessandro, de Deadline Hollywood, va suggerir que la pel·lícula podria haver estat més rendible immediatament si s'hagués llançat al servei de streaming de NBCUniversal Peacock, però va afegir: "quan les pel·lícules no funcionen a la taquilla, són igualment desluïdes al servei". Els ingressos durant el segon cap de setmana van caure un 66%, recaptant 2,4 milions de dòlars i va acabant cinquè.

### Crítica
Al lloc web de ressenyes de Rotten Tomatoes, el 29% dels 271 crítics han donat a la pel·lícula una crítica positiva amb una valoració mitjana de 4.70 sobre 10. El consens dels crítics diu: "Dear Evan Hansen fa una feina justa capturant l'emoció del seu material d'origen, però està soscavat per un càsting qüestionable i una història que és difícil d'empassar". A Metacritic, la pel·lícula té una puntuació mitjana ponderada de 39 sobre 100 de 48 crítics, indicant "crítiques generalment desfavorables".
El públic enquestat per CinemaScore va donar a la pel·lícula una nota mitjana de "A–" en una escala d'A+ a F, mentre que la de PostTrak va donar una puntuació positiva del 78%, amb un 57% dient que definitivament la recomanarien.

### Premis i nominacions
| Premi                              | Data de la cerimònia   | Categoria                                               | Nominat(s)                                                                                        | Resultat | Ref.   |
| ---------------------------------- | ---------------------- | ------------------------------------------------------- | ------------------------------------------------------------------------------------------------- | -------- | ------ |
| Premis Hollywood Music in Media    | 17 de novembre de 2021 | Millor banda sonora                                     | Dear Evan Hansen                                                                                  | Nominada | [ 51 ] |
| Premis Hollywood Music in Media    | 17 de novembre de 2021 | Millor cançó original: actuació en pantalla             | Amandla Stenberg - "The Anonymous Ones"                                                           | Nominada | [ 51 ] |
| Alliance of Women Film Journalists | Gener de 2022          | Es mereix un premi nou agent                            | Amy Adams 1                                                                                       | Nominada | [ 52 ] |
| Premis Grammy                      | 3 d'abril de 2022      | Millor banda sonora recopilatòria per a mitjans visuals | Diversos artistes                                                                                 | Nominats | [ 53 ] |
| Premis Golden Raspberry            | 26 de març de 2022     | Pitjor director                                         | Stephen Chbosky                                                                                   | Nominat  | [ 54 ] |
| Premis Golden Raspberry            | 26 de març de 2022     | Pitjor actor                                            | Ben Platt                                                                                         | Nominat  | [ 54 ] |
| Premis Golden Raspberry            | 26 de març de 2022     | Pitjor actriu secundària                                | Amy Adams                                                                                         | Nominada | [ 54 ] |
| Premis Golden Raspberry            | 26 de març de 2022     | Pitjor combo de pantalla                                | Ben Platt i qualsevol altre personatge que actuï com Platt cantant les 24 hores del dia és normal | Nominat  | [ 54 ] |

- ^1  — També per The Woman in the Window.